# Lex Iulia de civitate
Lex Iulia de civitate sociis danda – rzymska ustawa podjęta w 90 p.n.e. na wniosek konsula Lucjusza Juliusza Cezara. Przyznawała prawo obywatelskie tym mieszkańcom Italii, którzy nie przyłączyli się do walki przeciwko Rzymowi podczas wojny ze sprzymierzeńcami.